# Out for a Kill: Tong Tatoos – Das Tor zur Hölle
Der Actionfilm Out for a Kill: Tong Tatoos – Das Tor zur Hölle entstand 2003 unter Regie von Michael Oblowitz.

## Handlung
Der Archäologieprofessor Robert Burns führt in China Ausgrabungen durch. Er entdeckt, dass die chinesische Mafia Tong den Transport von Exponaten zum Drogenschmuggel nutzt. Sein Mitarbeiter wird getötet, Burns wird unschuldig verhaftet.
Nachdem Burns freigelassen wird, bedrohen die Tongs ihn und seine Frau Maya. Schließlich wird Maya durch eine Bombe getötet. Burns tötet einen der Tongs nach dem anderen. Er reist nach Europa, wo der Anführer der Tongs, Wong Dai, residiert. Burns besiegt ihn im finalen Kampf.

## Ausstrahlung in Deutschland
Der Film wurde im deutschen Free-TV am 2. November 2005 um 20:15 Uhr auf ProSieben ausgestrahlt. Den Film sahen insgesamt 2,05 Millionen Zuschauer bei einem Marktanteil von 12,3 Prozent zu. In der werberelevanten Zielgruppe waren es 1,41 Millionen Zuschauer bei 17,9 Prozent Marktanteil.

## Kritiken
- Scott Weinberg auf ‘efilmcritic.com’: Der Stil sei lausig und amateurhaft. Die Darstellung eines Universitätsprofessors wirke wie eine Parodie in einem der Filme der Gebrüder Zucker.[3]

## Sonstiges
Zu den Drehorten des mit einem Budget von 20 Millionen Dollar produzierten Films gehört Sofia, Bulgarien. Der Film wurde in den meisten Ländern auf Video oder DVD veröffentlicht; zu den Ausnahmen gehört Spanien, wo man in den Kinos umgerechnet eine halbe Million Dollar einnahm.